# Yandere Simulator
Yandere Simulator é um jogo de ação furtivo, atualmente sendo desenvolvido pelo programador conhecido pelo pseudônimo YandereDev.
A jogabilidade se baseia na mecânica stealth, visto que a protagonista precisa eliminar sorrateiramente as suas rivais. O jogo ocorre num período de dez semanas, e em cada uma delas é apresentada uma das grandes inimigas do jogo, conhecidas como rivais, e Ayano deve impedi-las de confessar seu amor para o Senpai. Devido à sua natureza fria, isto pode ser obtido pelo jogador através de vários métodos de eliminação, desde os mais "brandos" desde como fazer elas ser apaixonar por outros garotos,sabotagem social e chantagem aos mais radicais, como diversos tipos de assassinato. Também pode assistir aulas para receber habilidades adicionais, de acordo com qual matéria escolar se deseja focar.

## Desenvolvimento
YandereDev (Alexander Mahan) é desenvolvedor de jogos independentes na Califórnia, sendo que trabalhou em uma empresa de videogames por três anos. Em abril de 2014, ele lançou a ideia para fazer este jogo no site 4chan, onde obteve feedback positivo, levando-o a começar o seu desenvolvimento. O desenvolvimento para Yandere Simulator começou em 2014, com atualizações constantes que possuem o duplo propósito de tanto manter os fãs interessados, como localizar bugs e problemas em geral na performance do jogo.
Em 2016, o jogo foi banido da plataforma de streaming Twitch sem motivo especificado.
Em 1 de março de 2017, o YandereDev anunciou uma parceria com a TinyBuild Games que o ajudaria a polir e promover o jogo. Em dezembro de 2017, a tinyBuild desfez sua parceria com o criador do jogo, após problemas com um programador que o ajudaria quanto ao código para o novo Unity.